# Phyllovates parallela
Phyllovates parallela es una especie de mantis de la familia Mantidae.

## Distribución geográfica
Se encuentra en Surinam y Venezuela.